# Nancy Huston
Pour les articles homonymes, voir Huston.
Œuvres principales
- Instruments des ténèbres (1996)
- L'Empreinte de l'ange (1998)
- Lignes de faille (2006)
- L'Espèce fabulatrice (2008)
- Bad Girl (2014)

Nancy Huston (prononcé en anglais : /ˈnænsi ˈhjustɨn/), née le 16 septembre 1953 à Calgary en Alberta au Canada, est une femme de lettres franco-canadienne, d'expression anglaise et française. Elle vit à Paris en France, depuis les années 1970.

## Biographie
Nancy Louise Huston a six ans quand sa mère les quitte, son père, son frère aîné, sa petite sœur et elle. Sa mère était enseignante, psychologue et féministe. Elle s'est ensuite remariée et a eu d'autres enfants. « Je ne la voyais que tous les deux ou trois ans, pour quelques jours de vacances », à cause de l'éloignement géographique. D'après le récit autobiographique Nord perdu, après le départ de sa mère, son père obtient la garde des enfants et sa future belle-mère l'amène pendant quelques mois en Allemagne. Quand elle a quinze ans, sa famille s'installe dans le New Hampshire aux États-Unis. Elle fait ensuite ses études universitaires à Victoria en Colombie-Britannique, à Cambridge dans le Massachusetts et à New York.
« J’ai vécu une adolescence assez sombre, et mes débuts dans l’âge adulte ont été compliqués. J’étais anorexique, suicidaire. Je pense que le fait de m’installer à l’étranger a reflété un instinct de survie. » indique-t-elle en 2012. À l'âge de vingt ans, elle arrive à Paris pour poursuivre ses études, puis décide de s'y installer. À l'École des hautes études en sciences sociales, sous la direction de Roland Barthes, elle travaille à un mémoire sur les jurons, publié en 1980, Dire et interdire. Elle participe dans le même temps au mouvement des femmes et publie dans des revues et journaux qui y sont liés, notamment Sorcières, Histoires d'Elles et les Cahiers du Grif. Elle reste toujours une militante des droits des femmes notamment dans ses écrits et par de fréquents articles de presse et tribunes. Elle déclare en 2012 : « J’ai commencé par des poésies à l’âge de dix ans. Puis j’ai vraiment ressenti la magie de l’écriture en rédigeant mes premiers textes pour des revues liées au mouvement des femmes dans les années 1970-1975. »
Sa carrière de romancière débute en 1981 avec Les Variations Goldberg. Douze ans plus tard, avec Cantique des plaines, elle revient pour la première fois à sa langue maternelle et à son pays d'origine. Comme le roman est refusé par les éditeurs anglophones, elle se résigne à le traduire en français et s'aperçoit que la traduction améliore l'original. Depuis, elle utilise cette technique de double écriture pour tous ses romans, se servant exclusivement du français pour ses essais et articles.
En 2023, elle publie en France aux éditions L'Iconoclaste, dans la collection Iconopop  son premier recueil de poèmes Choses dites.

## Vie privée
Nancy Huston est également musicienne, jouant du piano, de la flûte et du clavecin. La musique est une source d'inspiration pour plusieurs de ses romans, et elle fait souvent des lectures en musique avec des amis chanteurs ou instrumentistes.[source insuffisante]
En 1979, elle se marie avec le sémiologue français d'origine bulgare Tzvetan Todorov, père de ses deux enfants, Léa et Sacha. Leur divorce est prononcé en 2014. De 2013 à 2020, Nancy Huston vit avec le peintre fribourgeois Guy Oberson, leur relation se doublant d'une collaboration artistique.

## Prises de position sociales ou politiques
En 2009, dans une préface à la biographie que Gary Lachman consacre à Rudolf Steiner, elle dit son admiration pour la pédagogie développée dans les écoles Steiner-Waldorf (qu'elle a expérimentée elle-même en tant qu'élève).
En 2014, dans une tribune du journal Le Monde, elle prend position contre l'exploitation à outrance des sables bitumineux dans sa province natale de l'Alberta et notamment contre ses effets à Fort McMurray.
À la suite des attentats de janvier 2015 en France, elle s'attaque aux dessinateurs de Charlie Hebdo, exprimant qu'elle avait « détesté l'image des femmes et des homosexuels qui transparaissaient dans les dessins de Charlie Hebdo », comme elle a détesté « le fait qu'il publie les caricatures islamiques ». Elle trouve que « c'est un humour qui trivialise, agresse, banalise, blesse ».
En 2018, à la suite des révélations d'abus sexuels sur mineurs dans l'Église catholique de Pennsylvanie, Nancy Huston prend position contre le célibat des prêtres dans une tribune du journal Le Monde.
En 2025, le recueil Enragée, engagée, textes choisis (2000-2024) publié chez Actes Sud reprend certaines des prises de position de l'auteur. 

## Œuvre

### Romans
- 1981 : Les Variations Goldberg, Seuil ; rééd. Actes Sud Inspiré du roman, publication en 2000 de Pérégrinations Goldberg, avec l'auteure, Freddy Eichelberger (clavecin) et Michel Godard (serpent), Livre et CD, Naïve Records
- 1985 : Histoire d'Omaya, Seuil ; rééd. Actes Sud
- 1989 : Trois fois septembre, Seuil ; rééd. Actes Sud
- 1993 : Cantique des plaines, Actes Sud
- 1994 : La Virevolte, Actes Sud ; rééd. J'ai lu
- 1996 : Instruments des ténèbres, Actes Sud ; rééd. poche
- 1998 : L'Empreinte de l'ange, Actes Sud
- 1999 : Prodige, Actes Sud
- 2001 : Dolce agonia, Actes Sud
- 2003 : Une adoration, Actes Sud
- 2006 : Lignes de faille, Actes Sud ; rééd. poche
- 2008 : L'Espèce fabulatrice, Actes Sud
- 2010 : Infrarouge, Actes Sud
- 2013 : Danse noire, Actes Sud
- 2016 : Le Club des miracles relatifs, Actes Sud
- 2018 : Lèvres de pierre, Actes Sud
- 2019 : Rien d'autre que cette félicité, Leméac/Éditions Parole
- 2021 : Arbre de l'oubli, Actes Sud
- 2024 : Francia, Actes Sud

### Récits
- 2011 : Démons quotidiens, avec Ralph Petty, L'Iconoclaste
- 2014 : Bad Girl. Classes de littérature, Actes Sud

### Recueil de nouvelles
- 2017 : Sensations fortes, Actes Sud

### Recueil de textes
- 2025 : Enragée, engagée, textes choisis (2000-2024), Actes Sud

### Poésie
- 2023: Choses dites, L'Iconoclaste

### Théâtre
- 2002 : Angela et Marina : tragicomédie musicale, en collaboration avec Valérie Grail, Actes Sud-Papiers
- 2008 : Mascarade, avec Sacha Huston, Actes Sud junior - théâtre jeunesse
- 2009 : Jocaste reine, Actes Sud
- 2011 : Klatch avant le ciel, Actes Sud
- 2023 : En fleur et en os, Aethalidès

### Essais
- 1979 : Jouer au papa et à l'amant, Ramsay
- 1980 : Dire et interdire : éléments de jurologie, Payot & Rivages, prix du Docteur-Binet-Sanglé de l’Académie française en 1981
- 1982 : Mosaïque de la pornographie : Marie-Thérèse et les autres, Denoël-Gonthier ; rééd. Payot
- 1990 : Journal de la création, Seuil
- 1995 : Tombeau de Romain Gary, Actes Sud - autour de Romain Gary
- 1995 : Pour un patriotisme de l'ambiguïté : notes autour d'un voyage aux sources, Éd. Fides
- 1996 : Désirs et Réalités (textes choisis 1978-1994), Léméac
- 1999 : Nord perdu, suivi de Douze France, Actes Sud
- 2000 : Limbes / Limbo - Un hommage à Samuel Beckett, Léméac, Actes Sud - autour de Samuel Beckett
- 2004 : Professeurs de désespoir, Actes Sud
- 2004 : Âmes et Corps (textes choisis 1981-2003), Actes Sud
- 2007 : Passions d'Annie Leclerc, Actes Sud - autour de « son amie »[14] et féministe Annie Leclerc, décédée l'année précédente (1940-2006)
- 2008 : L'Espèce fabulatrice, Actes Sud
- 2012 : Reflets dans un œil d'homme, Actes Sud
- 2013 : Françoise Pétrovitch, avec François Michaud, Bruxelles, Paris, Gallery Laurentin - Beau livre, sur l'artiste Françoise Pétrovitch
- 2015 : Brut : La ruée vers l'or noir, essais par divers auteurs, Lux Editions
- 2016 : Carnets de l'incarnation : textes choisis (2002-2015), Actes Sud
- 2016 : Sois belle, sois fort, Parole
- 2017 : Naissance d'une jungle, éditions de l'Aube, coll. « Le 1 en livre », 2017
- 2021 : Je suis parce que nous sommes • chroniques anachroniques[15], 120 pages, Éditions du chemin de fer  (ISBN 978-2-49035-622-5)
- 2022 : Reine du réel. Lettre à Grisélidis Réal, Nil, 2022.
- 2025 : Les Indicibles, Actes Sud

### Correspondance
- 1984 : À l'amour comme à la guerre, avec Sam Kinser, Seuil
- 1985 : Lettres parisiennes : autopsie de l'exil avec Leïla Sebbar, Barrault ; rééd. poche J'ai lu

### Ouvrages illustrés
- 1996 : Le Quatrième Jour, texte de Nancy Huston, illustrations de Michèle Tajan, Aréa
- 2001 :
  - Tu es mon amour depuis tant d'années, texte et haïkus[16] de Nancy Huston, dessins de Rachid Koraïchi, éditions Thierry Magnier  (ISBN 978-2-84420-138-6)
  - Visages de l'aube, texte de Nancy Huston, photographies de Valérie Winckler, Actes Sud
- 2003 : La Coupe, texte de Nancy Huston, gravures de Rachid Koraïchi, calligraphies de Abdallah Akar, traduit de l'arabe par Moussa Boukris, Paris, Actes Sud - fait partie du coffret de sept livres intitulé Les Sept Dormants, en hommage aux sept moines assassinés de Tibhirine[17] en 1996
- 2004 : Les Braconniers d'histoires, texte de Nancy Huston, illustrations de Chloé Poiza, éditions Thierry Magnier
- 2005 : Le Chant du bocage, texte de Nancy Huston et Tzvetan Todorov, photographies de Jean-Jacques Cournut, Actes Sud
- 2008 : Lisières, texte de Nancy Huston, photographies de Mahiai Mangiuela, Biro éditeur, coll. KB
- 2011 : Poser nue, texte de Nancy Huston, sanguines de Guy Oberson, Biro&Cohen éditeurs, coll. KB
- 2014 : Terrestres, poèmes de Nancy Huston, œuvres et journal d'atelier de Guy Oberson, Actes Sud  (ISBN 978-2-330-03667-6)
- 2016 : La Fille poilue, textes de Nancy Huston, dessins et peintures de Guy Oberson, éditions du Chemin de fer  (ISBN 978-2-916130-83-5)
- 2018 : Erosongs, textes de Nancy Huston, photographies de Guy Oberson, éditions du Chemin de fer  (ISBN 978-2-916130-97-2)
- 2019 : In Deo, texte de Nancy Huston, pierres noires et dessins de Guy Oberson, éditions du Chemin de fer  (ISBN 978-2-490356-05-8)
- 2024 : Adam et les Nymphes, texte de Nancy Huston, photographies de Francis Jolly, éditions Langage Pluriel

### Littérature jeunesse
- 1992 : Véra veut la vérité, avec sa fille Léa Huston, illustrations de Willi Glasauer, L'École des loisirs
- 1993 : Dora demande des détails, avec sa fille Léa Huston, L'École des loisirs
- 1998 : Les Souliers d'or, collection Page Blanche, Gallimard Jeunesse
- 2008 : Mascarade, avec Sacha Huston, Actes Sud junior – théâtre jeunesse
- 2011 : Ultraviolet, éditions Thierry Magnier
- 2013 : « Nancy Huston raconte et chante Ultraviolet », livre-CD avec Claude Barthélemy à la guitare, éditions Thierry Magnier (ISBN 978-2-36474-306-9)
- 2014 : Plus de saisons !, éditions Thierry Magnier

### Traductions
De l'anglais au français
- 1996 : Eva Figes, Spectres ((en) Ghosts), Actes Sud
- 1998 : Ethel Gorham, My Tailor is Rich, Actes Sud
- 2001 : Jane Lazarre, Splendeur et misères de la maternité ((en) The Mother Knot), Éd. de l'Aube
- 2003 : Timothy Findley, Moi la Nation ((en) A Nation of One), Paris, Abbey Bookshop
- 2022 : Harry Bernas, L'île au bonheur. Hommes, atome et cécité volontaire, Paris, le Pommier

Autre
- 2000 : version française de Un prosateur à New York de Göran Tunström, Actes Sud
- 2007 : participation à la traduction du suédois, avec Lena Grumbach, de Chants de Jalousie - Poèmes de Göran Tunström, Actes Sud

### Nouvelles
Participation à des recueils collectifs :
- 1993 : Collectif, Une enfance d'ailleurs : 17 écrivains racontent, recueil de nouvelles, Belfond ; rééd. J'ai lu
- 2007 : Collectif, Mixité(s) : nouvelles, Ni putes ni soumises et Thierry Magnier
- 2008 : Collectif, Des nouvelles de la banlieue, Textuel, Malakoff – livre avec CD audio

### Préfaces
- 1999 : Préface de Groix-Paris 1940 de Anne Pollier, Groix, l'Écume des jours
- 2000 : Préface de l'Évangile selon Saint Matthieu[18]
- 2000 : Présentation et version française d'Un prosateur à New York de Göran Tunström, Actes Sud
- 2001 : Préface (et traduction) de Splendeur et misères de la maternité ((en) The Mother Knot) de Jane Lazarre, Éd. de l'Aube
- 2002 : Préface d'Une nuit en Acadie de Kate Chopin ((en) A Night In Acadie (1897) ), Paris, Éd. des Syrtes
- 2003 : Préface de Te fais pas de souci pour le mouron de Michel Arbatz, C. Pirot
- 2007 :
  - Préface de Le choc de la maternité de Anne Enright ((en) Making Babies : Stumbling Into Motherhood), Actes Sud
  - Préface de L'amour selon Mme de Rênal, de Annie Leclerc, Actes Sud
  - Préface de Du parti des myosotis de Jean-Pierre Levaray, L'Insomniaque
- 2008 : Préface de Corps étranger : poème de Catherine Lalonde, Genouilleux : la Passe du vent ; Montréal : Québec
- 2009 : 
  - Préface de Retour d'exil d'une femme recherchée de Hélène Castel, Éd. du Seuil
  - Préface de Rudolf Steiner : une biographie de Gary Lachman ((en) Rudolf Steiner : An Introduction To His Life And Work), Actes Sud
- 2010 : Préface dePaedophilia ou L'amour des enfants, de Annie Leclerc, Actes Sud  (ISBN 978-2742788354)
- 2011 : Préface deBurqa de chair, ouvrage posthume de Nelly Arcan  (ISBN 978-2021028829)
- 2012 : Postface d'Inconnu à cette adresse de Kressmann Taylor ((en) Address Unknown (1938) ), réédition J'ai lu
- 2017 : Préface de Ma Langue au Chat, Tortures et délices d'un anglophone à Paris de Denis Hirson, Édition Points  (ISBN 978-2757865453)

### Concerts littéraires
- 2009 : Tentative de Renaissance
- 2011 : 
  - Le Mâle entendu, jazz et littérature, avec Nancy Huston (voix et piano), Edouard Ferlet (piano), Jean-Philippe Viret (contrebasse), Fabrice Moreau (batterie), Théâtre du Petit Hébertot, Paris 17e, mai 2011.
  - Démons Quotidiens, d'après le texte publié la même année, lecture, projection et concert de Nancy Huston et Ralph Petty ; 27 rue Jacob, Paris, septembre 2011.
  - Lisières, d'après son texte publié en 2008, lecture musicale, texte et voix : Nancy Huston, avec Olivier Hussenet et Serge Hureau (chant et jeu) et Cyrille Lehn (piano) ; 27 rue Jacob[19], novembre 2011.
- 2013 : Rena et les monothéismes, d'après le roman Infrarouge, lecture-concert de l'auteure, avec le pianiste et compositeur Édouard Ferlet, festival littéraire Québec en toutes lettres[20], Chapelle Musée de l'Amérique francophone, Québec, octobre 2013.
- 2014 et 2015 : Ultraviolet, version théâtrale et chantée, d'après le roman jeunesse homonyme publié en 2011, avec Nancy Huston et Claude Barthélemy à la guitare ; 27 rue Jacob[21], Paris, 16 septembre 2014 ; CarréRontonde et Institut Pierre Werner[22], Luxembourg, 3 avril 2015

### Disques
- 2000 : Pérégrinations Goldberg, avec Freddy Eichelberger (clavecin) et Michel Godard (serpent), Livre et CD, Naïve Records - d'après le roman Les Variations Goldberg de 1981
- 2013 : 
  - Le Mâle entendu (avec Jean-Philippe Viret (b), Édouard Ferlet (p), Fabrice Moreau (d)), Mélisse Productions
  - « Nancy Huston raconte et chante Ultraviolet », avec Claude Barthélemy à la guitare, éditions Thierry Magnier (ISBN 978-2-36474-306-9) ; d'après son roman jeunesse publié en 2011.

### Filmographie
Nancy Huston a signé les scénarios de deux films, Voleur de vie (1998) et Emporte-moi (1999), dernier film dans lequel elle interprète également le rôle de la professeure. En 1995 elle participe également au film de Jean Chabot, Sans raison apparente y jouant le rôle d'une écrivaine qui effectue une recherche en vue d'un roman sur les faits divers. En 2015, elle participe également au long métrage documentaire Dans les limbes d'Antoine Viviani en interprétant la voix d'une intelligence artificielle qui se réveille dans un centre de données.

## Décoration
- Officier de l'ordre du Canada (2005)

## Récompenses et distinctions

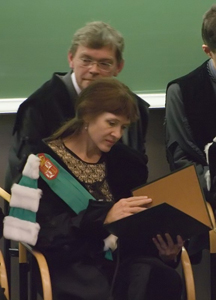
Remise du titre de docteur honoris causa à l'université de Liège en 2007.

- 1993 : Prix littéraire du Gouverneur général pour Cantique des plaines
- 1994 : prix Louis-Hémon pour La Virevolte
- 1995 : prix Canada-Suisse pour Cantique des plaines
- 1996 : 
  - prix Goncourt des lycéens pour Instruments des ténèbres
  - prix du Livre Inter pour Instruments des ténèbres
- 1999 : 
  - prix des libraires du Québec pour L'Empreinte de l'ange
  - grand prix des lectrices de Elle pour L'Empreinte de l'ange
- 2000 : docteur honoris causa de l'Université de Montréal
- 2002 : prix Odyssée pour Dolce agonia
- 2006 : 
  - prix Femina pour Lignes de faille
  - prix France Télévisions pour Lignes de faille
- 2007 : docteur honoris causa de l'université de Liège[26]
- 2010 : docteur honoris causa de l'Université d'Ottawa

## Adaptation de son œuvre

### Au théâtre
- 2010, 2011 et 2015 : Ligne de faille, d'après le roman homonyme publié en 2006, mise en scène de Catherine Marnas ; La Passerelle Gap, Théâtre national de Strasbourg 2010 et 2011 ; compagnie Parnas, théâtre du Rond-Point, Paris, du 12 mars au 11 avril 2015[27]

### Documentaire
- 2001 : Nancy Huston à la recherche de Romain Gary, de David Hagège ; épisode de la série documentaire « Recherche d'auteur », CNDP / la Cinquième, 13 minutes